# Parancistrocerus bonariensis
Parancistrocerus bonariensis är en stekelart som först beskrevs av Brethes 1906.  Parancistrocerus bonariensis ingår i släktet Parancistrocerus och familjen Eumenidae. Inga underarter finns listade i Catalogue of Life.